# Upadek Cesarstwa Rzymskiego
Upadek Cesarstwa Rzymskiego (ang. The Fall of the Roman Empire) – amerykański film z 1964 roku w reżyserii Anthony’ego Manna. Przedstawia burzliwy okres panowania rzymskiego cesarza Kommodusa pod koniec II wieku naszej ery.

## Opis fabuły
Cesarstwo Rzymskie, 180 rok n.e. Starzejący się cesarz Marek Aureliusz (Alec Guinness), prowadzi legiony rzymskie przeciw plemionom germańskim. 17 lat wojen nadszarpnęło jego zdrowie i siły. Cesarz zwierza się córce Lucylli (Sophia Loren) oraz adoptowanemu synowi, Liwiuszowi (Stephen Boyd), iż nie chce, by po jego śmierci tron odziedziczył jego występny syn Kommodus (Christopher Plummer), gdyż nie nadaje się do sprawowania władzy. Postanawia ustanowić następcą Liwiusza, znanego z prawości trybuna, w którym zakochana jest jego córka Lucilla, która jednak ze względów politycznych musi poślubić króla Armenii. Świadkiem rozmowy jest jednak zausznik Kommodusa, Kleander. Wkrótce Aureliusz ginie z jego ręki. Kommodus ogłasza się cesarzem. Jego rządy zagrażają jednak Imperium.

## Obsada
- Sophia Loren – Lucylla
- Stephen Boyd – Liwiusz
- Alec Guinness – Marek Aureliusz
- James Mason – Timonides
- Christopher Plummer – Kommodus
- Anthony Quayle – Verulus
- John Ireland – Ballomar
- Omar Sharif – Sohamus, król Armenii
- Mel Ferrer – Cleander
- Douglas Wilmer – Pescenniusz Niger
- Eric Porter – Didiusz Julianus
- Lena von Martens – Helva
- George Murcell – Victorinus
- Rafael Luis Calvo – Lentulus
- Finlay Currie – senator
- Andrew Keir – Polybius

## Nagrody i nominacje
22. ceremonia wręczenia Złotych Globów
- najlepsza muzyka – Dimitri Tiomkin (wygrana)[3]

37. ceremonia wręczenia Oscarów
- najlepsza muzyka, głównie oryginalna – Dimitri Tiomkin (nominacja)[4]